# Das russische Wunder
Das russische Wunder ist ein deutscher zweiteiliger Dokumentarfilm der DDR-Filmproduktionsgesellschaft DEFA, der unter Regie von Annelie und Andrew Thorndike in den Jahren 1959–1963 entstand.

## Handlung
Der Film erzählt die Geschichte Russlands vom Russischen Kaiserreich bis zur Sowjetunion. Er endet 1961 mit Wostok 1, dem weltweit ersten bemannten Weltraumflug.

## Sonstiges
Die Filmmusik schrieb Paul Dessau. Der Dokumentarfilm wurde in 16 Sprachen übersetzt und von über 150 Millionen Menschen gesehen.
Als Sprecher wirken mit: Wolfgang Heinz, Helmut Müller-Lankow, Günther Grabbert, Walter Niklaus, Fred Düren, Günther Simon, Horst Drinda, Lotte Loebinger und Wolfgang Langhoff.

## Auszeichnungen
- 1963 Sonderpreis der Cineparade Melbourne für Andrew Thorndike und Annelie Thorndike
- 1963 Leninorden
- 1963 Internationaler Friedenspreis des Weltfriedensrates
- 1963 Nationalpreis I. Klasse für Andrew Thorndike und Annelie Thorndike
- 1964 Heinrich-Greif-Preis für Andrew Thorndike und Annelie Thorndike